# Alexandre et Roxane

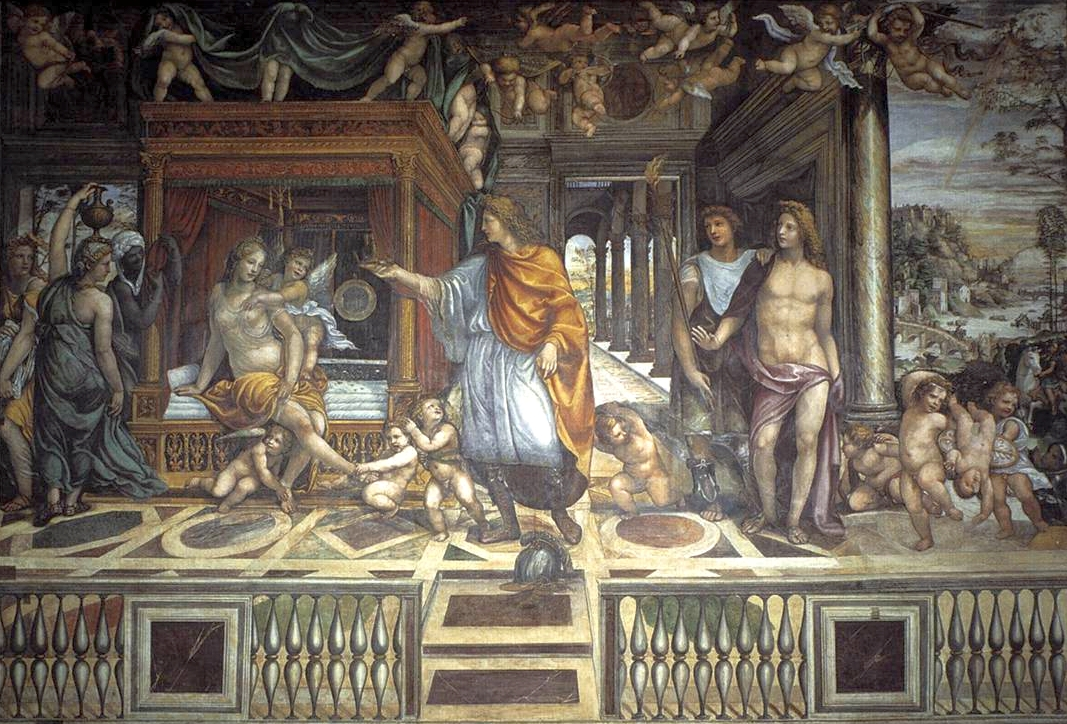
Boda de Alejandro y Roxana de Giovanni Antonio Bazzi, Il Sodoma (circa 1517)

Alexandre et Roxane (en español, Alejandro y Roxana) era una ópera en dos actos y en francés que iba a ser compuesta por Wolfgang Amadeus Mozart en 1778 en París.
El proyecto de escribir esta ópera no prosperó, aunque se ha sugerido que la música que Mozart escribió para el ballet Les petits riens de Jean-Georges Noverre, KV Anh. 10/299b, también de 1778, fue en principio escrita para esta ópera.
El tema del libreto es la boda de Alejandro Magno con la noble bactriana Roxana.